# Missel de Paul II
 (septembre 2014).
Le missel de Paul II est un missel manuscrit enluminé datant du début du XVe siècle et conservé à la Bibliothèque apostolique vaticane à Rome sous la cote Vat. Lat. 4764.

## Historique et description
Ce manuscrit richement illustré datant de 1410-1423 est relié par une reliure de maroquin du XVIIIe siècle. Il mesure 39,5 cm sur 28,5 cm et comporte 117 feuillets, rédigés en écriture gothique à la manière italienne ou espagnole.
Le missel contient le temporal de l'Épiphanie à la Quinquagésime et les textes de messes votives. Il est illustré de lettrines historiées et de petites miniatures se rapportant au texte ou aux épisodes de la vie du Christ, ou à ses paraboles. Les textes sont encadrés de larges bordures à motifs floraux et ornées de blasons.
Les experts estiment que le missel a été commandé pour Paul II, d'autres estiment qu'il date de Benoît XIII.